# Elsenfeld
Elsenfeld ist ein Markt im unterfränkischen Landkreis Miltenberg.

## Geografie

### Geografische Lage

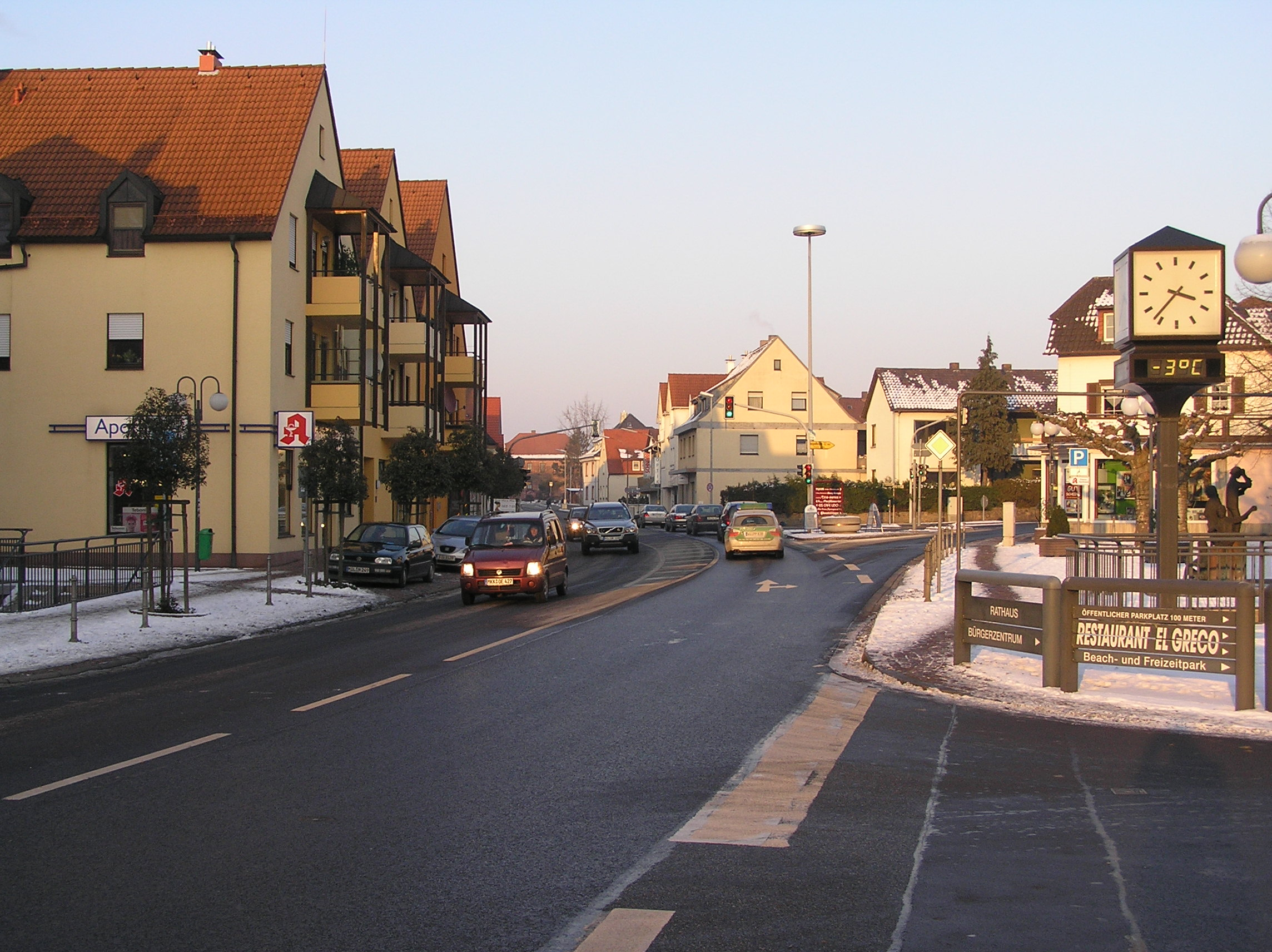
Elsenfeld Marienstraße

Elsenfeld liegt in der Region Bayerischer Untermain auf der rechten Mainseite gegenüber von Obernburg am Main am westlichen Rand des Spessarts etwa zwischen dem 16 km entfernten, nördlichen Aschaffenburg und der 20 km entfernten, südlichen Kreisstadt Miltenberg. Durchschnitten wird der Markt durch das Flüsschen Elsava, die in Elsenfeld in den Main mündet. Der topographisch höchste Punkt der Gemeinde befindet sich mit 407 m ü. NHN (Lage) auf dem Gipfel des Eichelsberges nördlich von Eichelsbach, der niedrigste liegt im Main auf 116,5 m ü. NHN (Lage).

### Gemeindegliederung
Es gibt sieben Gemeindeteile (in Klammern jeweils der Siedlungstyp):
- Eichelsbach (Kirchdorf)
- Elsenfeld (Hauptort)
- Himmelthal (Weiler)
- Kreuzmühle (Fabrik)
- Neuhof (Einöde)
- Rück (Kirchdorf)
- Schippach (Pfarrdorf)

### Nachbargemeinden
| Großwallstadt     | Kleinwallstadt                                     | Hausen, Heimbuchenthal |
| Obernburg am Main | Kompassrose, die auf Nachbargemeinden zeigt        | Eschau                 |
|                   | Erlenbach am Main, Gemeindefreies Gebiet Forstwald | Mönchberg              |

Die Gemeinde ist Teil des Rhein-Main-Gebietes. Nachbargemeinden sind im Norden der Markt Kleinwallstadt (mit Ortsteil Hofstetten), im Osten der Spessart-Markt Eschau (mit den Ortsteilen Hobbach, Sommerau und Wildensee), im Süden die Stadt Erlenbach am Main (mit den Stadtteilen Mechenhard und Streit) und im Westen, jenseits des Mains, die bereits genannte Stadt Obernburg am Main (mit dem Ortsteil Eisenbach). Auch mit dem Markt Mönchberg gibt es eine gemeinsame Grenze im Bereich der Waldungen Himmelthal.

## Name

### Etymologie

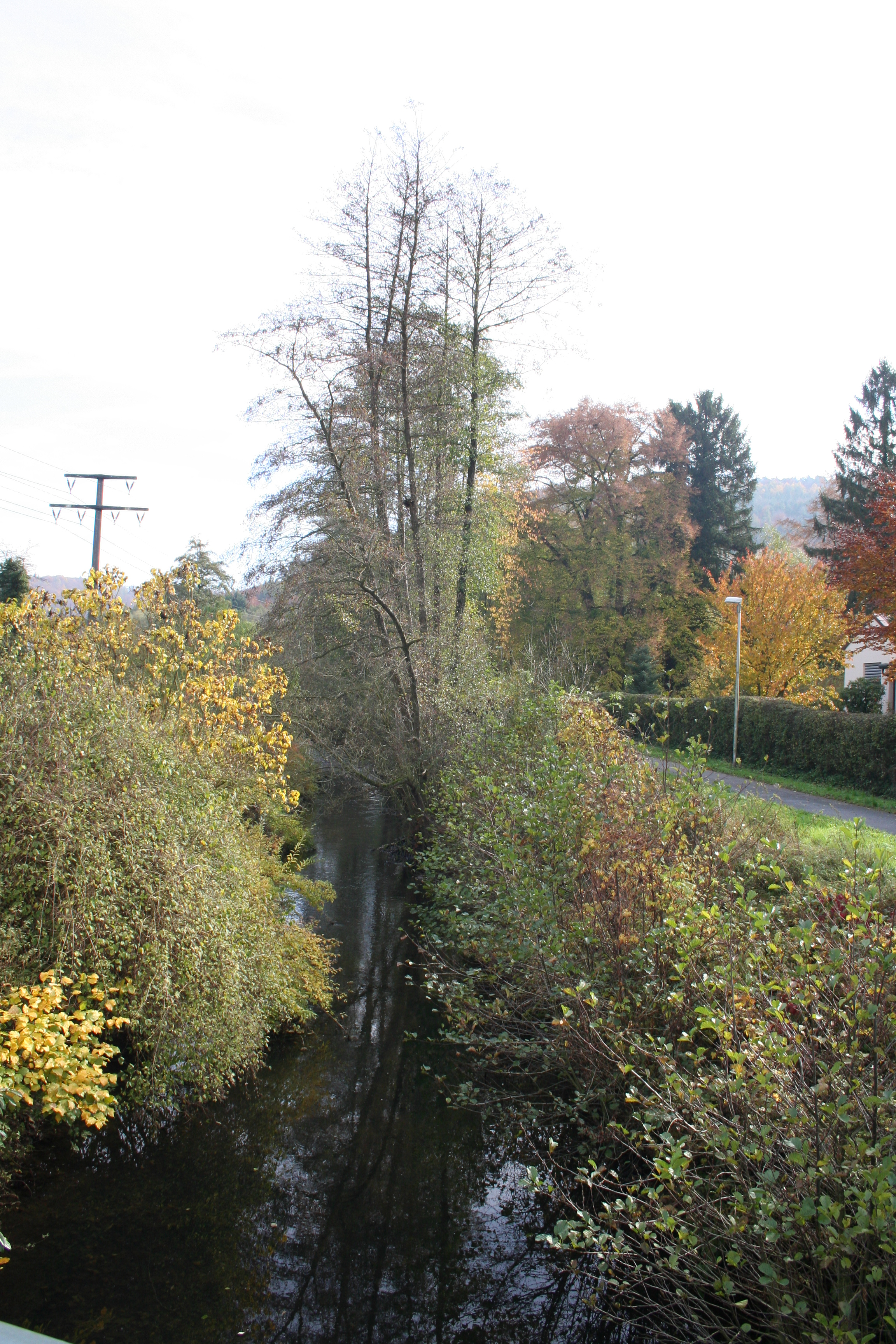
Die Elsava zwischen Rück (links) und Schippach (rechts)

Der ursprüngliche Name Elsaphe stammt vom Fluss Elsava, an dem der Ort liegt. Später wurden die Grundwörter -feld und zeitweise -hoven hinzugefügt.

### Frühere Schreibweisen
Frühere Schreibweisen des Ortes aus diversen historischen Karten und Urkunden:
| - 1248 Elsaphe - 1250 Elsaff - 1260 Elsaph - 1304 Elsapha - 1316 Elsuffen - 1325 Elsaffe | - 1345 Elsaf - 1466 Elsaffen - 1500 Elsoffen - 1594 Elsuf - 1629 Elshoven - 1668 Elsenfeld |

## Geschichte

### Bis zur Gemeindegründung
Das Gebiet um Elsenfeld war bereits vor mehr als 5000 Jahren besiedelt. Davon zeugen bandkeramische (bronzezeitliche) Gräberfunde bei Eichelsbach und Rück-Schippach. Allerdings hat es aus vorfränkischer Zeit wahrscheinlich keine kontinuierliche Besiedlung gegeben.
Eine relativ dichte Besiedlung lässt sich für den Zeitraum um 1600–700 v. Chr. durch Hügelgräber bei Eichelsbach belegen. Erst im 6. Jahrhundert begann die eigentliche geschichtliche Periode.
Die ältesten Siedlungen des heutigen Gemeindegebietes sind Eichelsbach und Schippach.
Urkundlich erwähnt wurde Elsenfeld erstmals 1122; Keimzelle des Ortes war eine im 19. Jahrhundert abgegangene Burg im Bereich der Elsavamündung. Die erste urkundliche Erwähnung Schippachs war 1233, als Graf und Gräfin Rieneck den Grundbesitz des Klosters Himmelthal um Ländereien um Schippach aufstockten. Rück erschien erstmals um 1270 in der sogenannten Mainzer Heberolle. Mitte des 13. Jahrhunderts traten alle Orte gemeinsam im „Koppelfutter-Verzeichnis“ auf. Eichelsbach (Egilespach, auch Aigils- oder Egilspach) war „leibeigen“.
Landesherr des Gebietes war der Erzbischof und Kurfürst von Mainz. Die ansässigen Grundherren wurden somit zu Lehensträgern von Mainz.
Bis zum Reichsdeputationshauptschluss 1803 war die Entwicklung des Ortes stark an Burg-, Stadt-, Gerichts-, Amts- und Kellereibesitz Klingenberg geknüpft. Das Gebiet wurde 1803 Bestandteil des Fürstentums Aschaffenburg im Kurerzkanzlerischen Staat, ab 1806 Primatialstaat des Carl von Dalberg.
1810 fiel Elsenfeld an das Großherzogtum Frankfurt und ging 1814 in den Besitz des Königreichs Bayern über. Eichelsbach und die noch verbliebenen Himmelthaler „Besitztümer“ wurden endgültig aus der Leibeigenschaft und Fron entlassen.
Im Zuge der Verwaltungsreformen in Bayern entstand mit dem Gemeindeedikt von 1818 die heutige Gemeinde.

### Verwaltungsgeschichte
Am 30. Juli 1828 wurde Elsenfeld vom Landgericht Klingenberg getrennt und dem Landgericht Obernburg zugeteilt, bei dem es bis zur Landkreisreform 1972 blieb.
Im Jahr 1862 wurde das Bezirksamt Obernburg gebildet, auf dessen Verwaltungsgebiet Elsenfeld lag. Wie überall im Deutschen Reich wurde 1939 die Bezeichnung Landkreis eingeführt. Elsenfeld war nun eine der 35 Gemeinden im Landkreis Obernburg am Main. Mit der Auflösung des Landkreises Obernburg kam Elsenfeld am 1. Juli 1972 in den neu gebildeten Landkreis Miltenberg.

### Eingemeindungen
Am 1. Juli 1971 schlossen sich die Gemeinden Eichelsbach, Rück und Schippach freiwillig dem Markt Elsenfeld an.

### Einwohnerentwicklung
| Jahr      | 1961 | 1970 | 1987 | 1991 | 1995 | 2000 | 2005 | 2010 | 2015 | 2020 |
| Einwohner | 5141 | 6908 | 7370 | 7931 | 8482 | 8744 | 8870 | 8822 | 9015 | 9110 |

Im Zeitraum 1988 bis 2018 stieg die Einwohnerzahl von 7503 auf 9238 um 1735 Einwohner bzw. um 23,1 %.
Quelle: BayLfStat

## Religion
Die Einwohner sind überwiegend katholisch. Die katholischen Pfarreien Christkönig und St. Josef in Elsenfeld mit der Filiale St. Barbara in Eichelsbach und St. Pius in Schippach (Rück-Schippach) haben sich zu der Pfarreiengemeinschaft Christus Salvator zusammengeschlossen.
Die Pfarrkirche Christkönig in Elsenfeld mit dem Pfarrhaus und dem Pfarrbüro, ist Sitz des Pfarrers. In den Sommermonaten wird, vor allem wochentags oder für Hochzeiten, die 1767 im barocken Stil errichtete alte Pfarrkirche St. Gertraud genutzt. Bis zum Bau der Christkönigskirche 1957 war sie Pfarrkirche der katholischen Gemeinde. Im Seniorendomizil Haus Dominic finden regelmäßige katholische Gottesdienste statt.
Ferner gibt es in Schippach (Rück-Schippach) die katholische Pfarrkirche St. Pius, die im barocken Stil erbauten Kirchen St. Antonius (Schippach)- und St. Johannes (Rück), die ehemalige Jesuitenkirche St. Sebastian im Kloster Himmelthal und in Eichelsbach die Dorfkirche St. Barbara, sowie mehrere kleinere Kapellen.
Das Gemeindehaus der evangelisch-lutherischen Pfarrgemeinde und das katholische Pfarr- und Jugendheim „St. Gertraud“ bieten Räume für die Jugendarbeit und für andere Angebote.
Seit 1987 gibt es eine Moschee, welche Räume für Jugend-, Frauen-, Gemeinnützungsarbeit und andere soziale Angebote stellt. Seit 2010 gibt es eine neue Moschee.

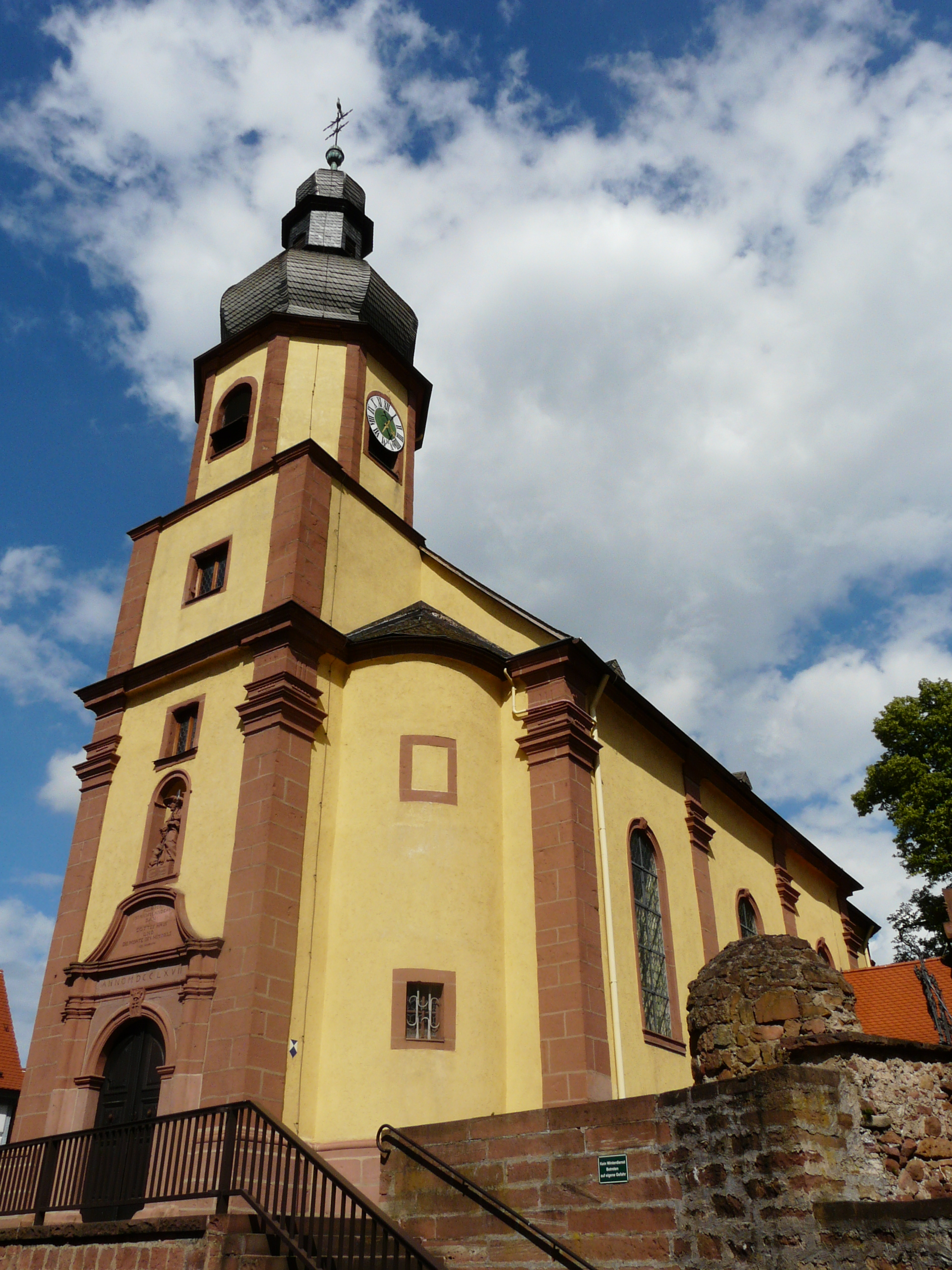
St. Gertraud Elsenfeld
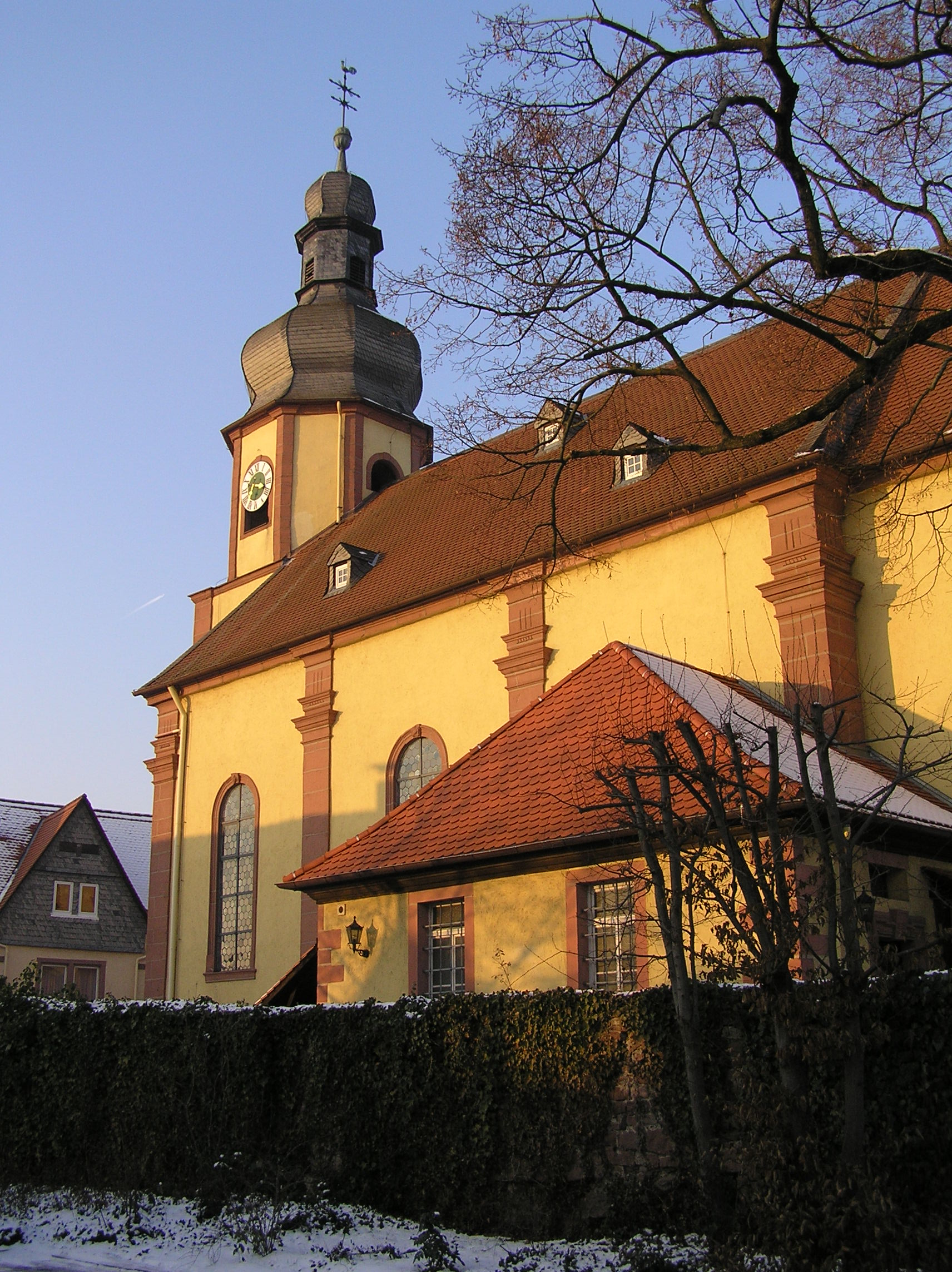
Alte Pfarrkirche St. Gertraud
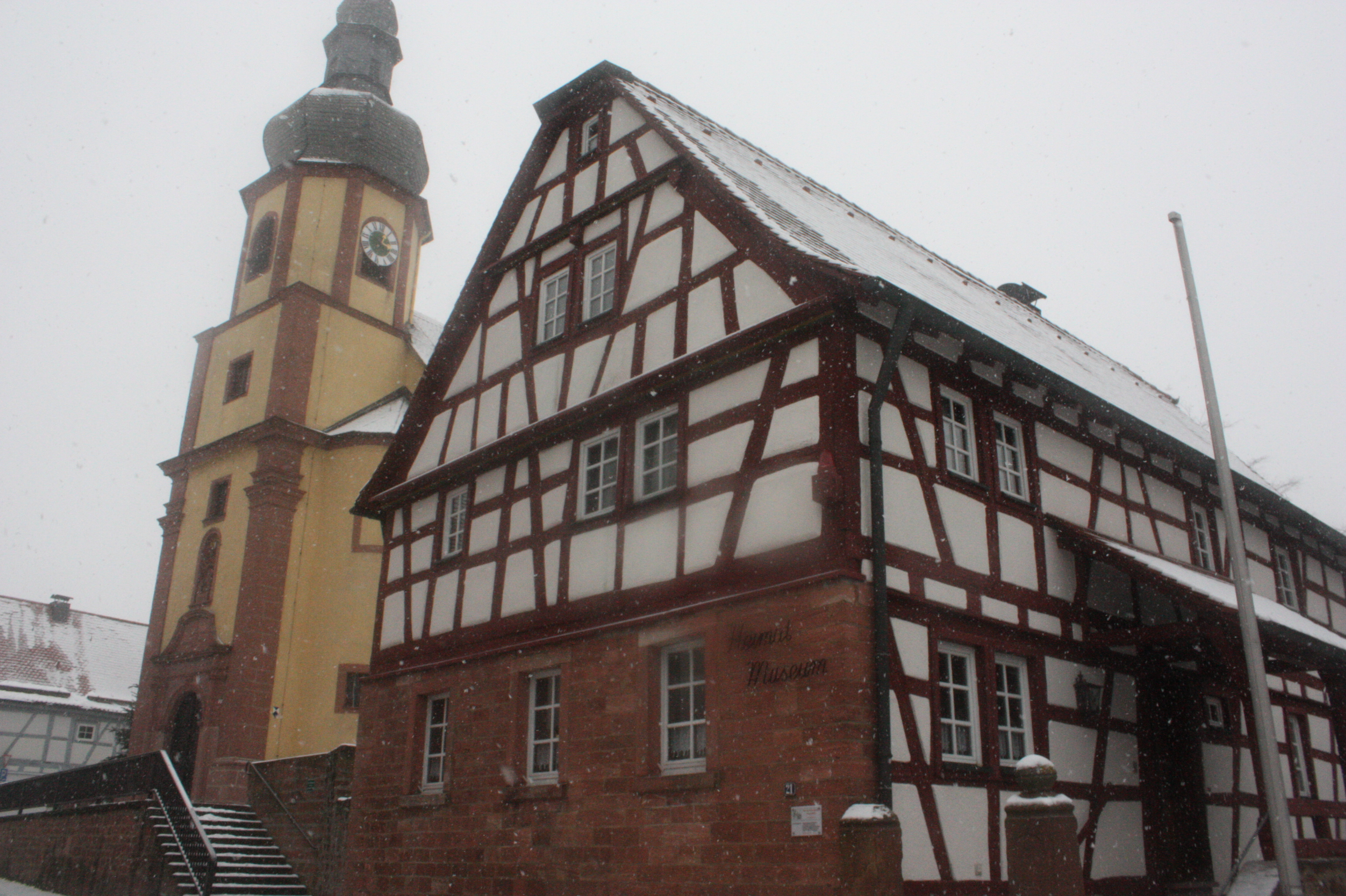
Heimatmuseum mit Kirche im Hintergrund
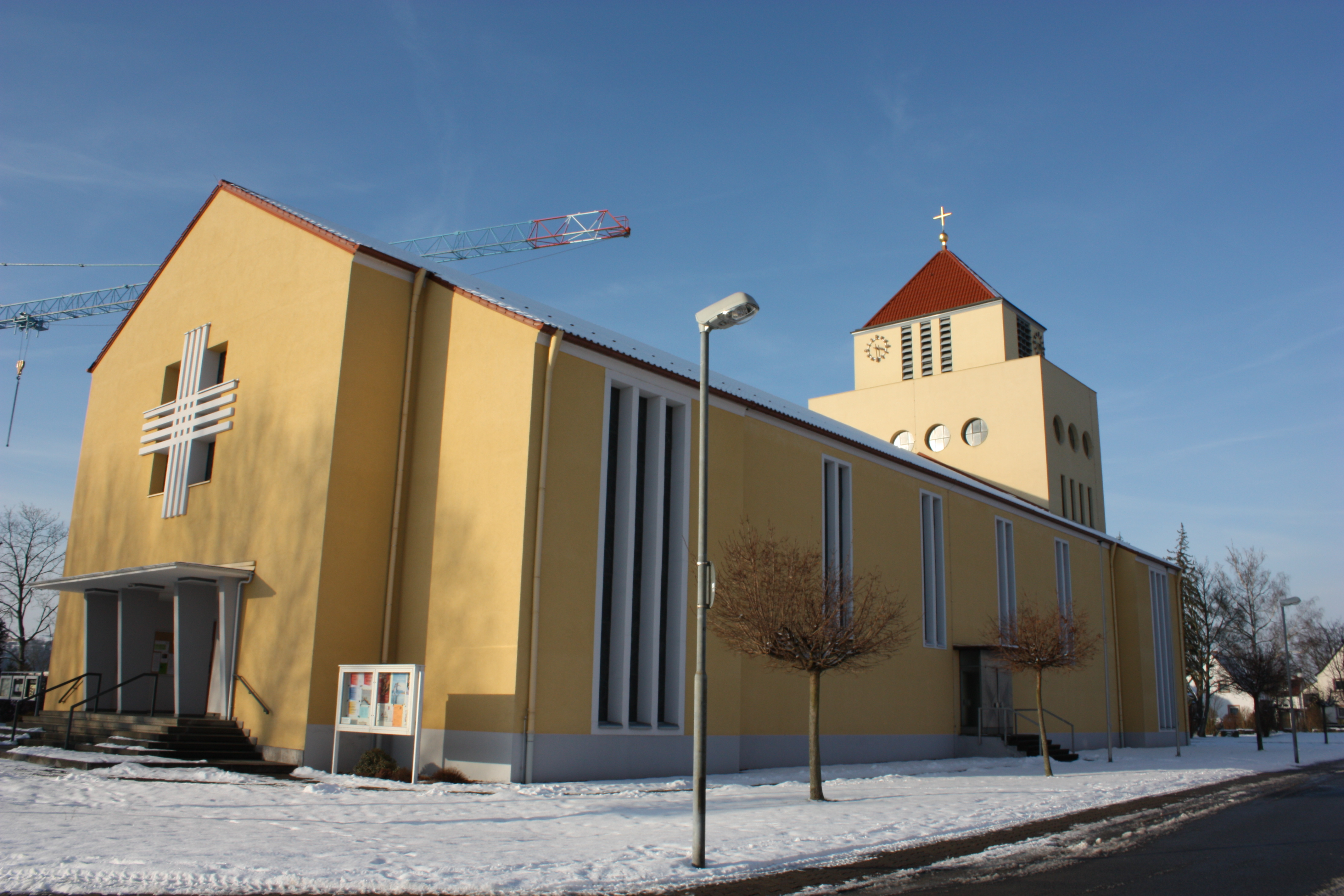
Christkönigskirche
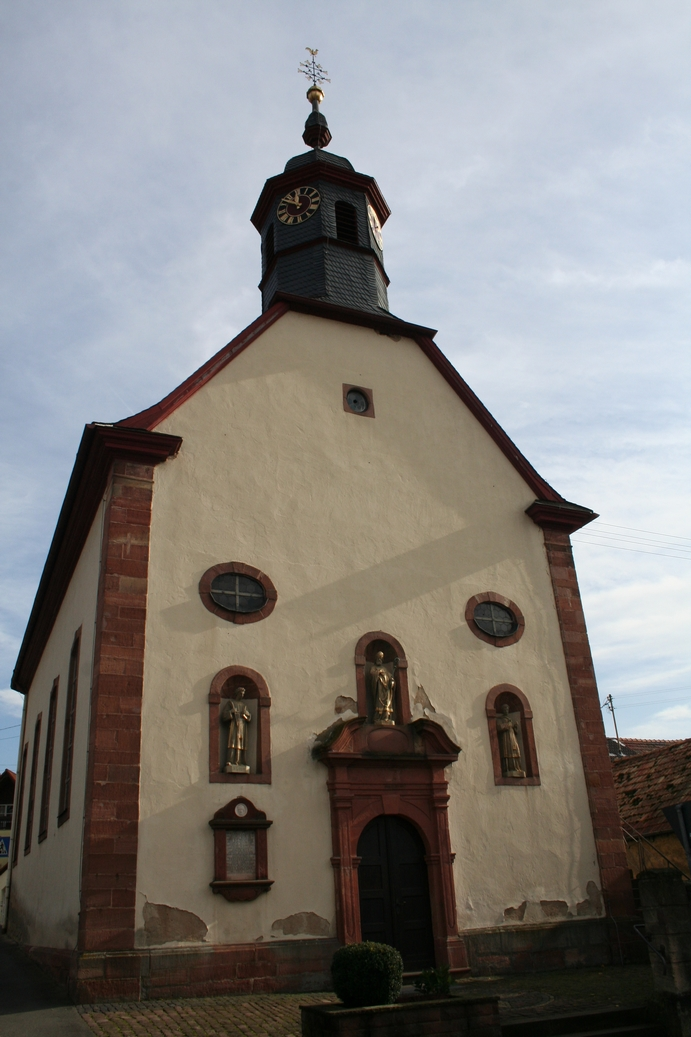
Johanneskirche in Rück

## Politik
- SPD/Grüne: 5
- CSU: 8
- UBV: 7

### Marktgemeinderat

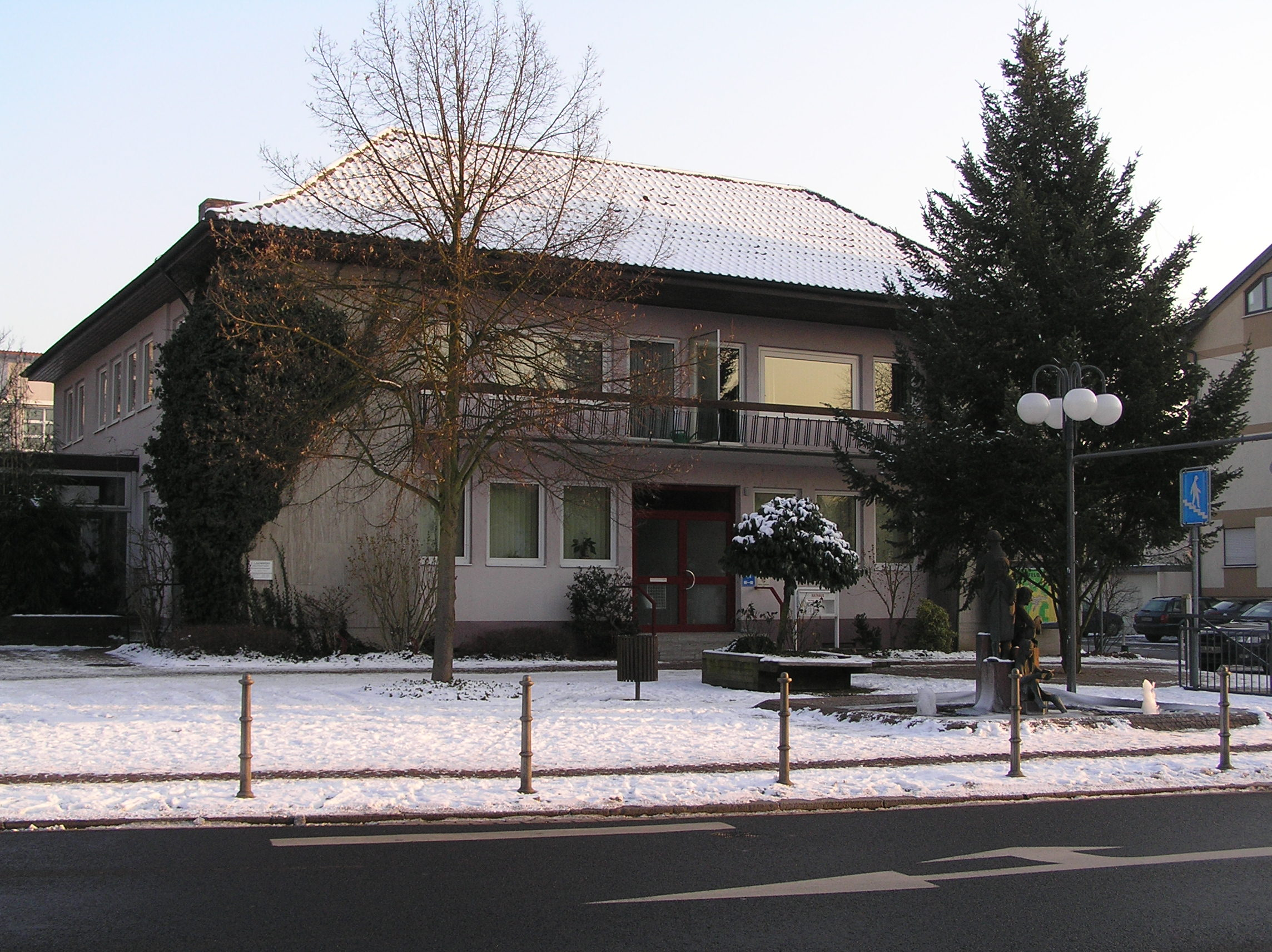
Rathaus Elsenfeld

Der Marktgemeinderat besteht aus 20 ehrenamtlichen Mitgliedern. Die Zusammensetzung seit der Gemeinderatswahl am 15. März 2020 zeigt das nebenstehende Diagramm.

### Bürgermeister
Am 15. März 2020 wurde Kai Hohmann (CSU) mit 51,3 % der Stimmen zum Ersten Bürgermeister gewählt. Sein Vorgänger war von Mai 2008 bis April 2020 Matthias Luxem (Unabhängige Bürgervereinigung).
Zweiter Bürgermeister ist Berthold Oberle (UBV) und Dritte Bürgermeisterin Anna Becker (SPD/Grüne).

### Europawahl
Bei der Europawahl 2019 errang die CSU 37,06 % der Stimmen, die Grünen 17,33 % und die SPD 11,27 %. Die Wahlbeteiligung lag bei 56,89 %.

### Gemeindefinanzen
Im Jahr 2017 betrugen die Gemeindesteuereinnahmen 8.527.000 Euro, davon waren 2.775.000 Euro Gewerbesteuereinnahmen.

### Wappen
Das Wappen des Marktes Elsenfeld ist in rot und silber gespalten. Auf der linken Seite (heraldisch rechts) findet sich ein silberner Schrägwellenbalken sowie ein silbernes, sechsspeichiges Rad. Auf der rechten Seite (heraldisch links) befindet sich ein grüner Elsenbaum auf grünem Grund.
Die Wellenbalken stehen für die geografische Lage der Gemeinde am Flüsschen Elsava. Zugleich steht er für den Ortsnamen, der sich vom Flussnamen ableitet. Der Elsenbaum steht für die Ortsnamensbezeichnung „Elsen-“. Das silberne Rad sowie die Farben silber und rot stehen für die ehemalige Zugehörigkeit zum Kurstaat Mainz.
Dieses Wappen wird seit 1954 geführt.

### Städtepartnerschaften
Am 28. Mai 2005 schloss Elsenfeld mit der Stadt Condé-sur-Noireau im französischen Département Calvados eine Städtepartnerschaft.

## Wirtschaft und Infrastruktur

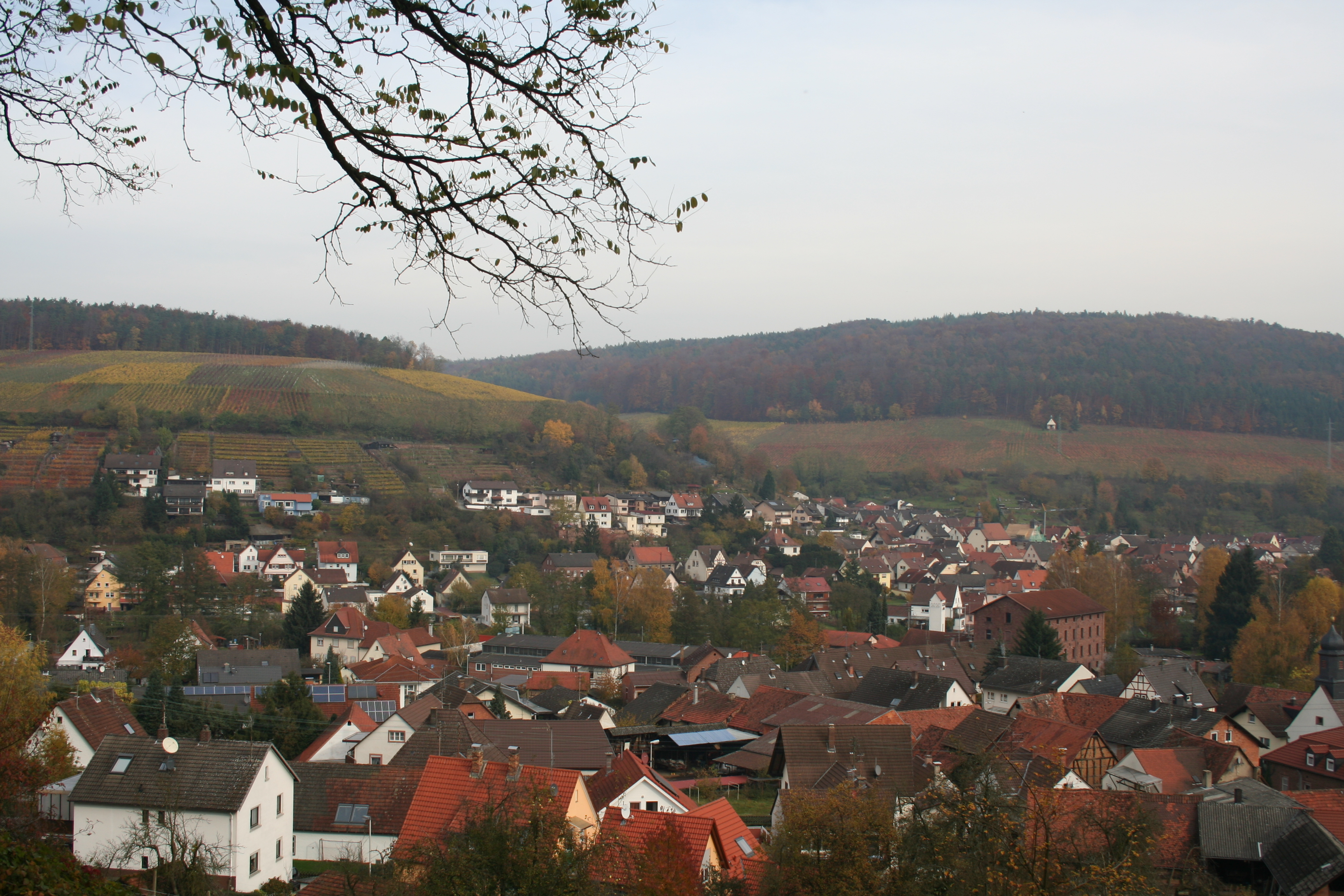
Rück-Schippach mit dem Weinanbaugebiet Rücker Schalk

### Wirtschaft
Es gab im Jahr 2021 nach der amtlichen Statistik im Bereich Handel, Verkehr, Gastgewerbe 798 sozialversicherungspflichtig Beschäftigte am Arbeitsort. In sonstigen Wirtschaftsbereichen waren am Arbeitsort 1.852 Personen sozialversicherungspflichtig beschäftigt. Sozialversicherungspflichtig Beschäftigte am Wohnort gab es insgesamt 3.786. Im verarbeitenden Gewerbe gab es sieben, im Bauhauptgewerbe zwölf Betriebe. Im Jahr 2020 bestanden außerdem 14 landwirtschaftliche Betriebe mit einer landwirtschaftlich genutzten Fläche von insgesamt 506 Hektar, davon waren 370 Hektar Ackerfläche und 136 Hektar Dauergrünfläche.
Im Gemeindeteil Rück liegt ein Weinanbaugebiet für Frankenwein mit den Lagenbezeichnungen z. B. Rücker Schalk oder Jesuitenberg.
Teilweise auf Elsenfelder Gebiet befindet sich ein Industriegelände mit dem Namen Industrie Center Obernburg (ICO), in der Bevölkerung ist es auch unter dem Namen Glanzstoff (nach dem ehemaligen Betreiber) bekannt. Dort werden traditionsgemäß verschiedene Arten von Chemiefasern produziert. Daneben sind am Standort auch zahlreiche kleine Unternehmen verschiedener Branchen zu finden. Obwohl das Industrie Center den Namen Obernburg trägt und dies auch der Ort der Postanschrift ist, befindet es sich ausschließlich auf den Gemarkungen der Gemeinden Erlenbach am Main und Elsenfeld.

### Verkehr

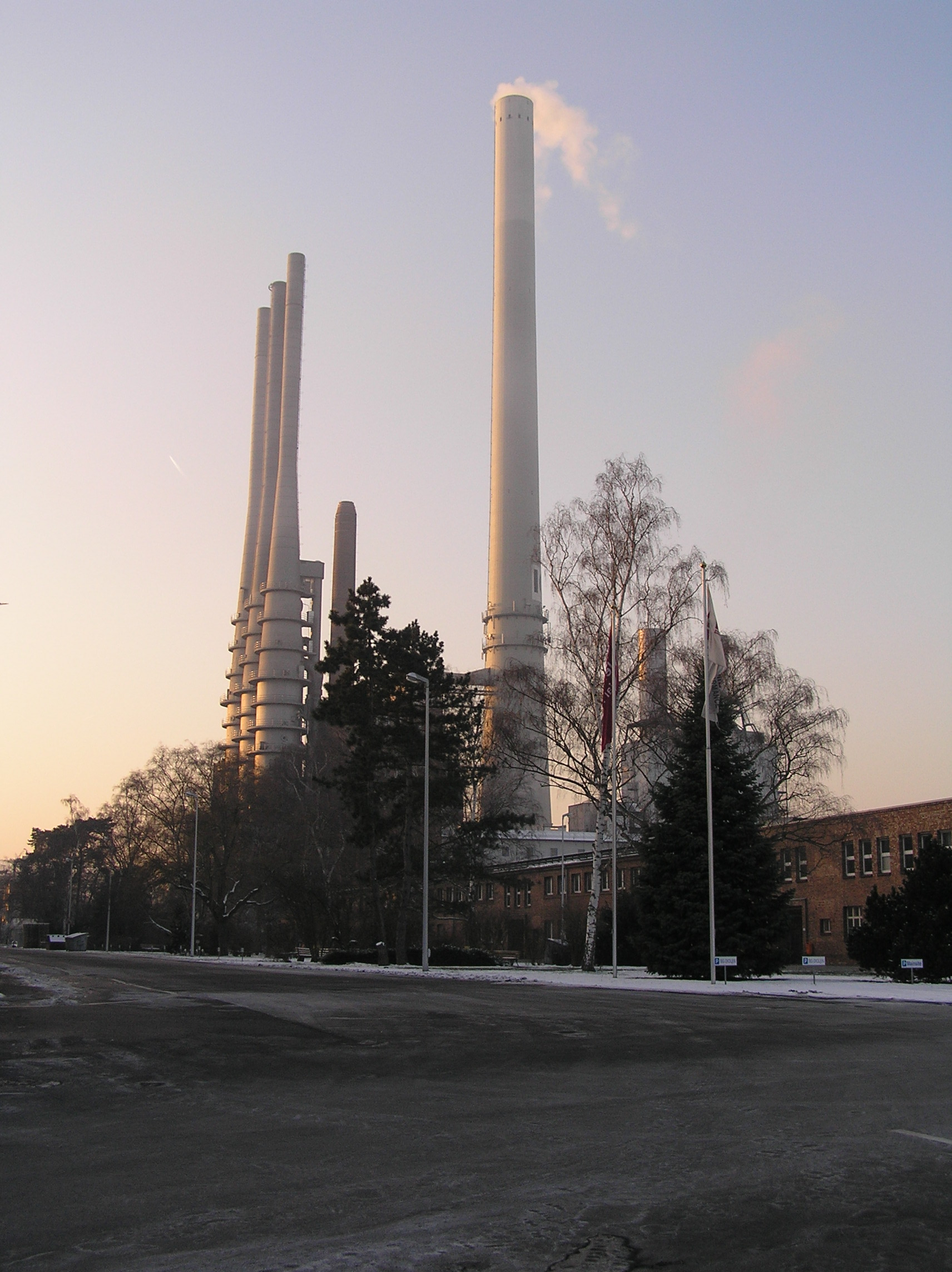
Industrie Center Obernburg

#### Bahn
Elsenfeld hat einen Bahnhof an der Bahnstrecke Aschaffenburg–Miltenberg, errichtet 1876 als Bahnhof Obernburg, der ab 1939 als Bahnhof Obernburg-Elsenfeld geführt wird. Die Bahnstrecke befindet sich komplett auf Elsenfelder Gemarkung. Von dort bestehen regelmäßige Regionalverbindungen nach Aschaffenburg und in Richtung Miltenberg. Die Bahnstrecke Obernburg-Elsenfeld–Heimbuchenthal wurde bereits 1968 für den Personenverkehr stillgelegt. Bis 1978 wurde noch ein Güterverkehr nach Eschau (Baywa-Lagerhaus) unterhalten. Die Bahntrasse wurde größtenteils zum Radwanderweg umgebaut.

#### Straße
Elsenfeld ist mit Obernburg mit zwei Mainbrücken verbunden. Die Mainbrücke Obernburg/Elsenfeld (Staatsstraße 2308) für Kraftfahrzeuge, Fahrräder und Fußgänger verbindet den Ort mit der Anschlussstelle Obernburg am Main der Bundesstraße 469. Zusätzlich besteht die frühere alte Mainbrücke Elsenfeld–Obernburg, die auf den alten Brückenpfeilern erhöht zu einem Fahrrad- und Fußgängersteg umgebaut wurde. Auch eine weiträumige Ortsumgehungsstraße wurde errichtet, um dadurch die durch den Innenort führende Staatsstraße 2309 zu entlasten.

## Bildung und Kultur

### Bildungseinrichtungen
Elsenfeld bietet in sieben Kindertageseinrichtungen 456 Kindergartenplätze (2022).
Schulen
- Mozart-Grundschule
- Georg-Keimel-Mittelschule (mit M-Zug und Offener Ganztagsschule), zirka 310 Schüler
- Staatliche Realschule Elsenfeld, zirka 1000 Schüler
- Julius-Echter-Gymnasium (Sprachliches Gymnasium, Wirtschafts- und Sozialwissenschaftliches Gymnasium mit sozialwissenschaftlichem Profil), zirka 800 Schüler

Förderschulen
- Elsavaschule zur Erziehungshilfe mit Heilpädagogischer Tagesstätte, Kloster Himmelthal
- Richard-Galmbacher-Schule (Förderzentrum mit Förderschwerpunkt geistige Entwicklung)
- Janusz-Korczak-Schule (Schule zur Lernförderung)
- Blindeninstitutsstiftung Außenstelle Elsenfeld

### Heimatmuseum
Das 1980 eröffnete Heimatmuseum befindet sich im ältesten Fachwerkhaus Elsenfelds. Es zeigt über 6000 Exponate aus Handwerk und Landwirtschaft. Alltagsgegenstände sowie Bilder liefern Einblicke in die Geschichte der Gemeinde. Das Museum wird vom Heimat- und Museumsverein Elsenfeld betrieben und ist nur zu besonderen Anlässen geöffnet.

### Bürgerzentrum

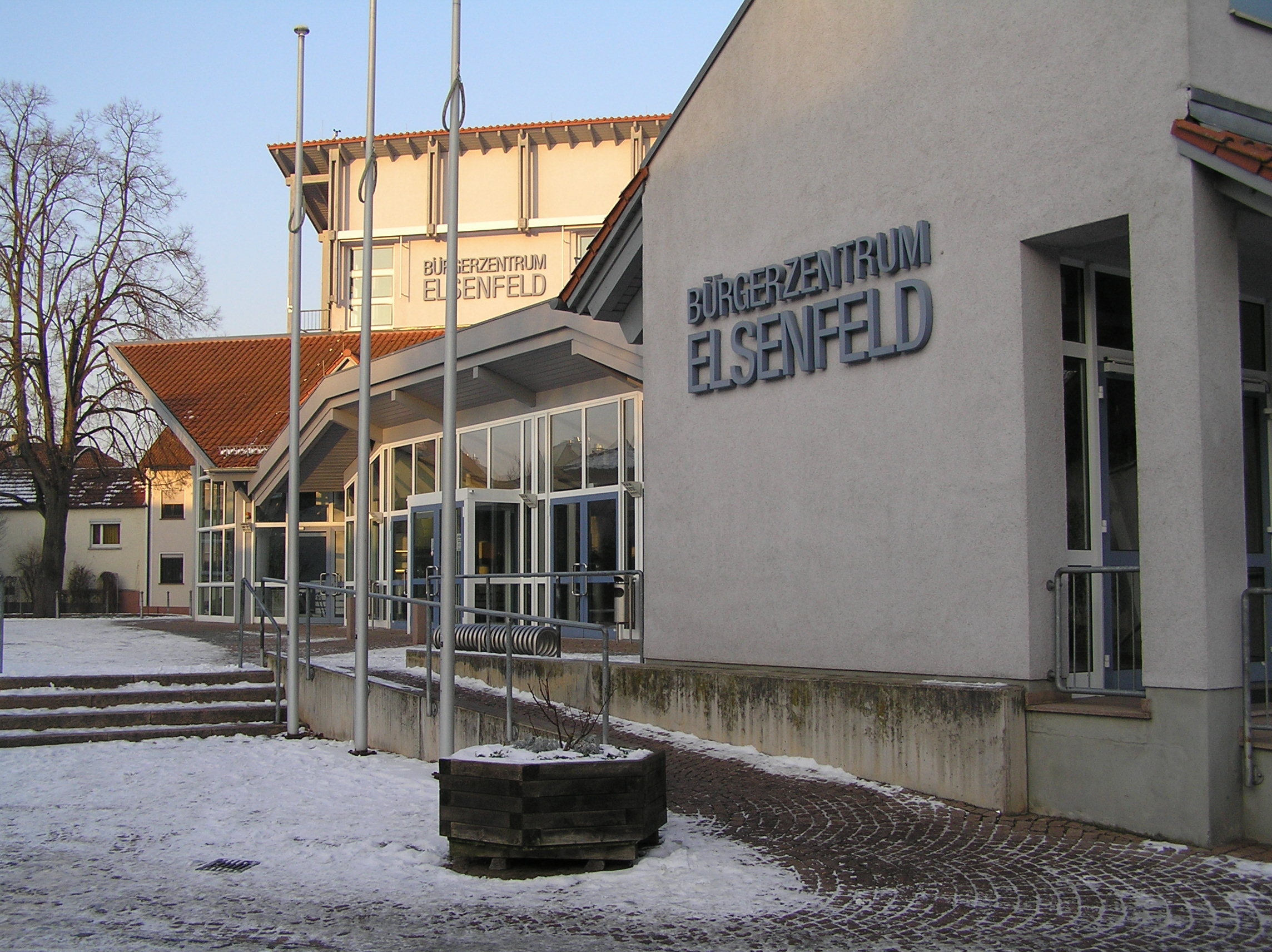
Bürgerzentrum

Das Bürgerzentrum, erbaut 1992, bietet regelmäßig Raum für verschiedenste kulturelle Veranstaltungen von Vereinen, für Feiern, Vorträge, Tagungen und Konzerte. Der Vorplatz wird bei Dorffesten und beim Weihnachtsmarkt, dem sogenannten „Kläuschenmarkt“, genutzt.

### Bibliothek
Die Gemeinde betreibt eine Gemeindebibliothek mit zirka 22.700 Medien.

### Baudenkmäler
Im Wald östlich von Elsenfeld finden sich als Relikte des Zweiten Weltkriegs Überreste von Bunkern und Geschützständen der sogenannten Wetterau-Main-Tauber-Stellung. Nach dem Zweiten Weltkrieg wurden die Bunker von amerikanischen Truppen gesprengt.

### Freizeit- und Sportanlagen

#### Freizeitbad
2001 wurde das Hallenbad erneuert und als Freizeitbad Elsavamar wieder eröffnet. Das Bad enthält ein 25-Meter-Schwimmbecken mit Nichtschwimmerbereich sowie einen Wasser- und Felsenspielbereich für Kleinkinder. Im Foyer und Badebereich befindet sich eine Cafeteria. Ein Wintergarten mit Zugang zum Freizeitbereich und zur Liegewiese lädt zum Entspannen ein. Es gibt die Möglichkeiten des Hydrojettens und des Solariums. Im November 2007 wurde eine Sauna eröffnet, die sogenannte „Römersauna“.

#### Freizeitanlage Elsavapark
Am 30. April 2000 wurde im ehemaligen Freibadgelände die größte multifunktionale Beachsportanlage Nordbayerns mit sechs Beachvolleyballfeldern eröffnet. Im ehemaligen Sprungbecken wurden eine Skate-Anlage mit Halfpipe, ein 450 Quadratmeter großes Feuchtbiotop, ein integrierter Festplatz mit Boule-Fläche, ein Badminton- und Streetballplatz, Tischtennisplatten, große Schachspielfelder, ein Musikpavillon sowie im ehemaligen Planschbecken ein Wasser- und Abenteuerspielplatz für Kinder bis zu zehn Jahren eingerichtet.

#### Sportanlagen
Es gibt eine Vielzahl an Sportanlagen: Rasensport- und Fußballplatz Spessartstadion, Waldsportplatz, Sportplatz in Rück, Tennisplätze und -halle, Kegelbahn, Turnhalle des Turnvereins Elsava Elsenfeld 1905 e. V. mit Turnplatz.
Ferner die sogenannte Sparkassenarena (ehemals Untermainhalle), die regelmäßig Austragungsort von Spielen der Handball-Bundesligamannschaft TV Großwallstadt sowie der Zweitligamannschaft TUSPO Obernburg ist und in der auch die deutsche Handballnationalmannschaft 1971 gegen Luxemburg und 1977 gegen Island bereits zwei Länderspiele absolviert hat.

### Tourismus

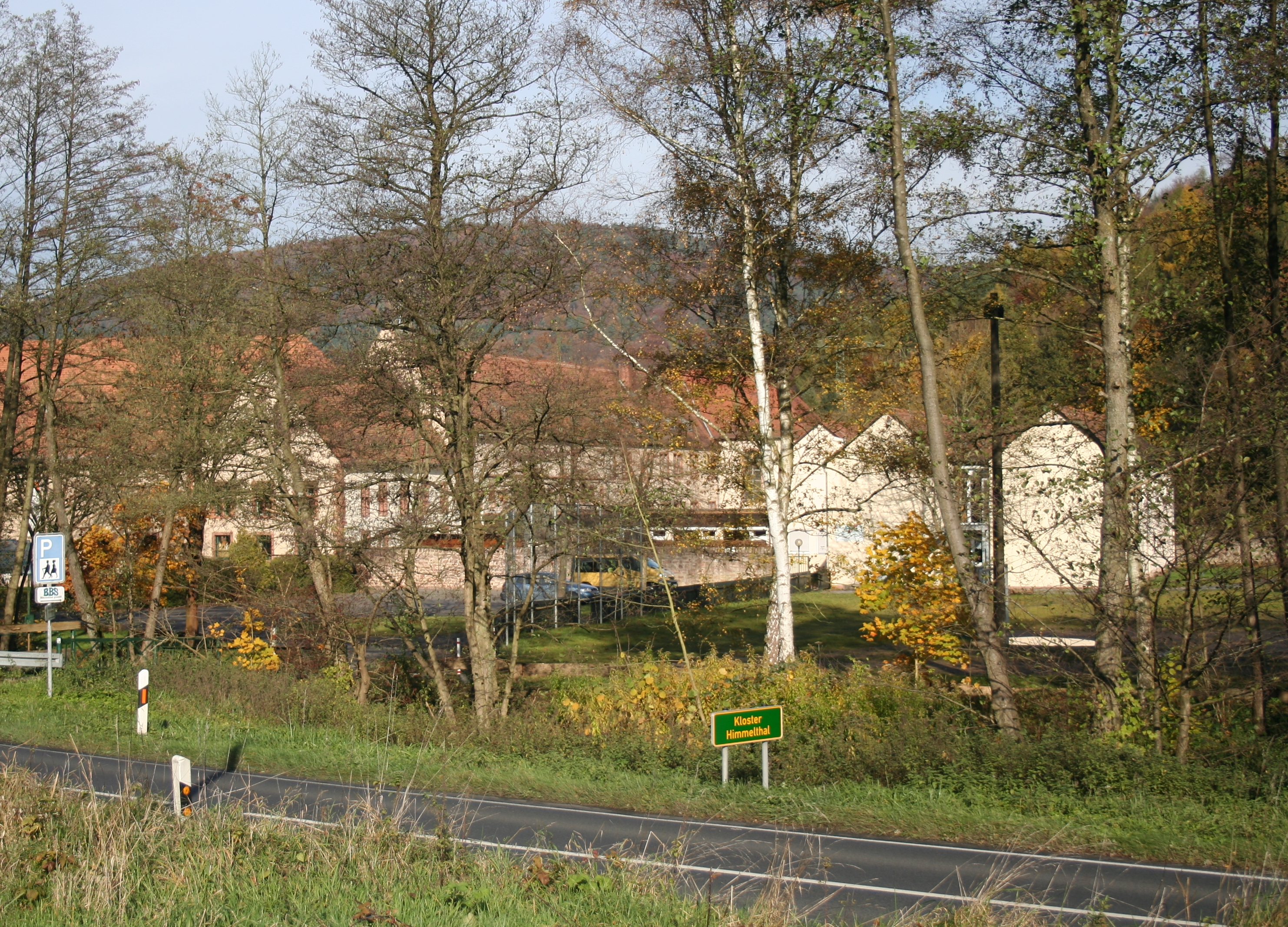
Kloster Himmelthal

#### Kloster Himmelthal
Im Kloster Himmelthal werden seit 1984 aufgrund der hervorragenden Raumakustik in der Klosterkirche die Himmelthaler Sommerkonzerte durchgeführt. Außerdem befindet sich im Kloster die Weinprobierstube des Marktes Elsenfeld und des Weinbauvereins Rück e. V., die an jedem zweiten Sonntag im Monat geöffnet ist.
Auf dem Klostergelände befindet sich auch die Elsavaschule, eine Erziehungsförderschule mit heilpädagogischer Tagesstätte.

#### Wanderwege

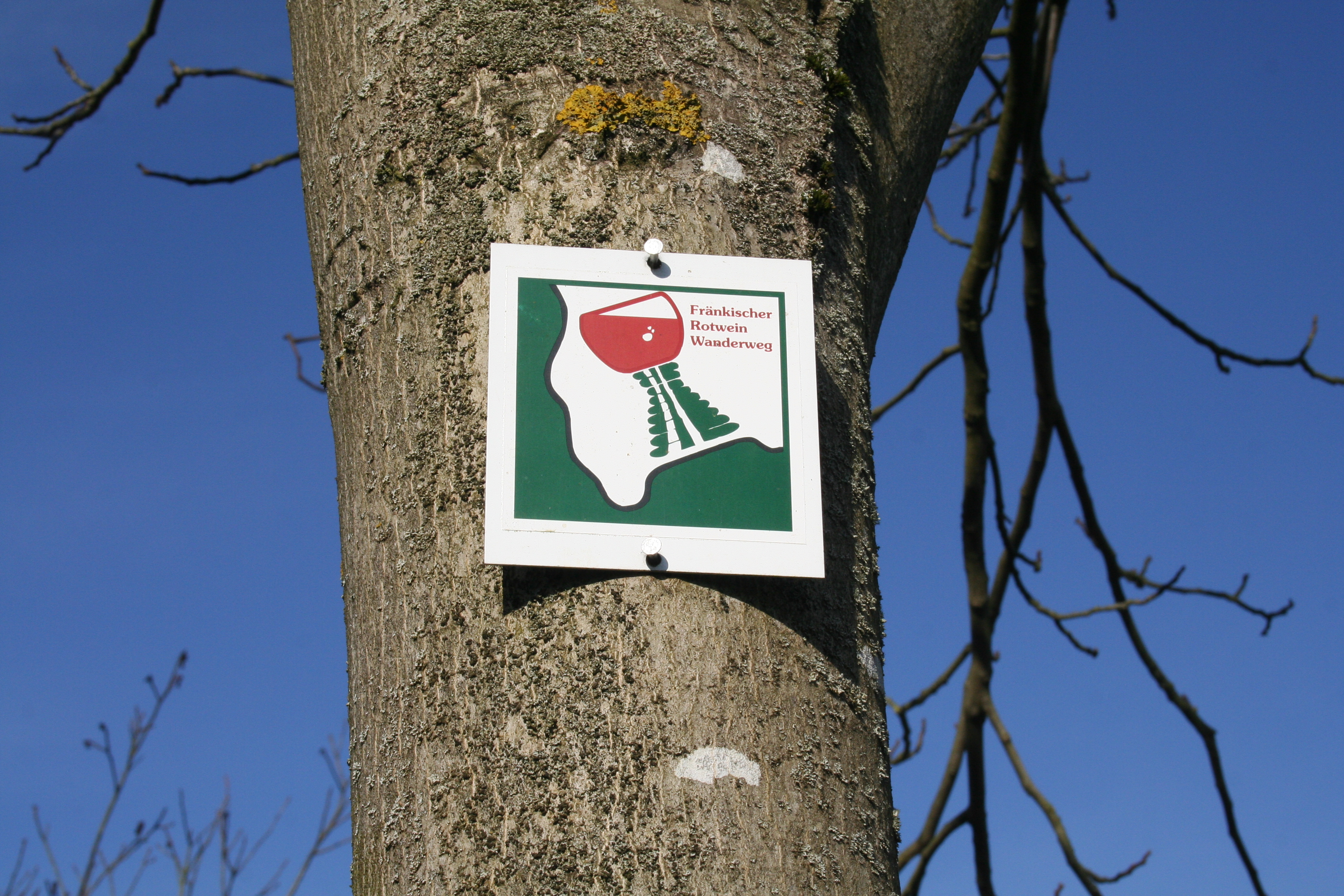
Die Beschilderung des Fränkischen Rotwein Wanderweges in Höhe des Klosters Himmelthal

Elsenfeld liegt seit 1990 am 55 Kilometer langen Fränkischen Rotwein Wanderweg, der von Großwallstadt nach Bürgstadt führt.
Auf der ehemaligen Bahnstrecke Obernburg-Elsenfeld–Heimbuchenthal verläuft ein Rad- und Wanderweg durch die Gemarkung, der Elsava folgend, nach Heimbuchenthal.

## Persönlichkeiten
- Helmut Alexander (* 1957), Historiker
- Adolf Ballmann (1883–1945), Politiker (KPD) und Mitglied des Nassauischen Kommunallandtags
- Daniel Haas (* 1983), Fußballtorwart
- Maria Happel (* 1962), Schauspielerin und Regisseurin
- Ludwig Hofmann (1912–1979), Rekordflieger, Testpilot und Luftfahrtpionier
- Anja Kohl (* 1970), Journalistin und Moderatorin
- Richard Oberle (* 1939), Maschinenbauingenieur
- Joachim Spatz (* 1964), Vorsitzender der FDP Unterfranken, früherer Landtags- und Bundestagsabgeordneter
- Barbara Weigand (1845–1943), Seherin und Mystikerin
- Heidemarie Wright (* 1951), SPD-Abgeordnete im Deutschen Bundestag

## Kurioses
Die rechte Mainseite ist als besonders sandhaltiger Boden bekannt. Es ist lockerer, nährstoffarmer und wasserdurchlässiger Boden. Deshalb nennt man die Elsenfelder, Erlenbacher und Röllfelder Bewohner mit Spitznamen – Ortsnecknamen „Sandhasen“. Auch die Bewohner von Kahl am Main sowie die Bewohner von Mainaschaff im Landkreis Aschaffenburg werden „Sandhasen“ genannt.

## Sage

### Der Hirtenjörg
Zu Elsenfeld lebte ein Schäfer, der „Hirtenjörg“, und seine Frau, die Ev. Sie galten im ganzen Umkreis als rechtschaffene Leute. Wenn der Mann auf dem Dammsfeld die Schafe hütete, blies er dabei religiöse und andere Lieder, so ergreifend und schön, dass den Vorübergehenden das Herz bewegt wurde.
Nun geschahen aber in der Gegend damals viele Räubereien und Morde, und sosehr man nach den Tätern forschte, man konnte und konnte sie nicht entdecken, nicht einmal die Spur von ihnen. Die Leute wurden auf der Straße überfallen und erschlagen, und besonders am Dammsfeld häuften sich die Verbrechen dermaßen, dass sich abends kein Mensch mehr durchs Tal wagte. Denn nicht nur ein einzelner Fußgänger wurde niedergeschlagen und ausgeraubt, sondern auch zwei und mehrere, die zusammen des Weges gingen. Morgens sah man sie tot im Walde liegen. So musste man annehmen, dass eine ganze Bande ihr Unwesen triebe. Wer dachte an den Hirtenjörg und seine Frau, die nach außen so fromm und ehrbar schienen!
Keine Seele hätte auch nur im entferntesten an sie gedacht, und doch waren sie die Täter. Warum wurden sie eigentlich niemals ertappt? Das kam so. Sie gebrauchten bei ihren Verbrechen die Schwarze Kunst. Wenn ihnen ein Kind geboren wurde, schnitten sie diesem den kleinen Finger ab und dörrten ihn, und wenn sie einen Einbruch oder einen Mord verüben wollten, brannten sie den Finger an wie eine Kerze, und solange der Finger brannte, waren sie unsichtbar.
Da konnten die Leute, wenn sie unterhalb Schippachs durch den Tannenwald gingen, nichts wahrnehmen als ein Licht neben dem Wege. Sobald sie aber hinkamen und an nichts Böses dachten, schlug ihnen der Hirte mit dem Holzbeil auf den Kopf, ohne dass sie wussten, woher der Schlag kam.
Nun zogen einmal, noch ehe der Hirtenjörg verheiratet und ein Mörder geworden war, drei Burschen aus Elsenfeld im Frühjahr, auf den zweiten Ostertag, in die Fremde. Der eine war ein Schneider, der andere ein Schmied, und der dritte, namens Kaspar, war der einzige Sohn aus der Mühle und hatte Müller gelernt. In Rück kehrten sie noch einmal im Wirtshaus zur Krone ein, um Abschied zu trinken, weil sie immer so gute Kameraden gewesen waren. Da machten sie dann miteinander aus, sie wollten sieben Jahre in der Fremde bleiben. Wenn sie aber nach dieser Zeit noch am Leben wären, so wollten sie sich auf den zweiten Ostertag wieder hier treffen und miteinander heimkehren, wie sie Elsenfeld auch zusammen verlassen hatten.
Alsdann marschierten sie das Elsavatal hinauf, am Kloster Himmelthal vorüber, und bei der Aubrücke trennten sie sich. Zwei gingen rechts und der dritte links. Und sie hatten Glück. Sie kamen zu tüchtigen Meistern in Arbeit und ersparten sich ein schönes Stück Geld. Sieben Jahre vergingen, die drei machten sich auf den Weg in die Heimat und kamen wieder am Ostermontag in der Rücker „Krone“ zusammen, wie sie es verabredet hatten.
Der Müller war zuerst da, dann stellte sich der Schmied ein und hernach der Schneider. Sie hatten eine große Freude, als sie einander gesund wiedersahen, erzählten von ihren Erlebnissen und tranken auf baldige Meisterschaft, bis es endlich zu dunkeln anfing. Dann brachen sie auf und wollten heimwärts. In den letzten Tagen aber war Tauwetter eingetreten, die Elsava war über ihre Ufer gestiegen und hatte das ganze Tal unter Wasser gesetzt, und es brauste, wie wenn der Rhein durchs Tal ströme. Als nun die drei in die Nähe der Kreuzmühle kamen, dorthin, wo der große Nussbaum stand, hörten sie den Schäfer blasen: „Nun sich der Tag geendet hat“, und sie sagten: „Das ist der Hirtenjörg, jetzt werden wir bald daheim sein.“ Auf einmal hörte das Blasen auf, und es wurde ein Licht angesteckt. Sie sahen das Licht, aber niemand, der es trug, sondern das Licht fackelte vor ihnen kerzengerade in der Luft herum.
Der Hirtenjörg hatte die Wanderer kommen hören, hatte sich hinter den Nussbaum versteckt und auf sie gelauert. Der wilde Bach aber trieb seine Fluten bis unter den Baum, und da stutzten die drei Kameraden und überlegten, ob sie weiter vorwärts oder wieder zurück sollten. Plötzlich rief eine Stimme: „Legt die Felleisen ab, dann will ich jedem seinen Treff geben!“ und zugleich versetzte er dem Schneider, der voranging, einen Schlag auf den Kopf, dass er taumelte. Da wussten die drei nicht, wie ihnen geschah, und sie baten, er möge die Felleisen nehmen, nur solle er ihnen das Leben lassen. Da sagte der Hirtenjörg: „Meinetwegen, wenn ich's auch nicht gerne tue, aber euer Bündel legt ihr hierher und all eure Kleider darauf, und wenn ihr euch ausgezogen habt, steigt auf den Nussbaum und muckst euch nicht – sonst ist's um euch geschehen.“ So stiegen sie auf den Nussbaum, und als sie droben waren, wollte der Schäfer mit den Felleisen und Kleidern davongehen. Dabei fiel ihm jedoch der Finger herunter, den er angesteckt hatte, und das Licht erlosch.
Und weil der Mond gerade hinter einer Wolke hervorkam, erkannten ihn die drei und schrien: „Hirtenjörg, Hirtenjörg!“ Da warf er die Felleisen und Kleider wieder hin, nahm seine Doppelflinte von der Schulter, trat unter den Baum und sagte: „So, jetzt hat euer letztes Stündlein geschlagen. “Wie sie das hörten, fingen sie aufs neue an, ihn um ihr Leben zu bitten, versprachen auch, ihn niemals zu verraten, und er sollte doch an den großen Jammer denken, den er anrichten würde, wenn er sie umbrächte. Der Hirtenjörg aber lachte und meinte, wem denn so großes Leid geschehe?
Da sagte der Schneider: „Mein Meister hat mich immer lieb gehabt; denn es hat ihm keiner so zur Zufriedenheit gearbeitet wie ich. Ich hab' ihm geschrieben, dass ich komme und wieder zu ihm will, und heute wartet er auf mich und wird sich keinen Rat wissen, wenn ich nicht eintreffe.“ – „'s ist nicht wahr“, sagte der Schäfer, „heute morgen erst hat er einen neuen Gesellen eingestellt“ und schoß ihn vom Baum. Der Schneider aber war nicht gleich tot, sondern fiel mit einem Schrei herab ins Wasser und plätscherte und gurgelte drinnen herum und „schlägelte“ mit Händen und Füßen, dass der Schäfer laut auflachte. Dann wurde er das Tal hinabgeschwemmt.
Der Schmied sagte: „Das Evchen und ich kennen uns seit zehn Jahren, und jetzt wollen wir Hochzeit halten. Sieh, in meinem Felleisen steckt das Kränzchen, das soll sie an ihrem Hochzeitstag tragen. Heute wartet sie auf mich und hat keine frohe Stunde mehr, wenn ich nicht heimkomme.“ – „'s ist nicht wahr“, lachte der Schäfer, „das Evchen denkt nicht mehr an dich – es ist schon seit sechs Jahren meine Frau; schau hinüber, dort steht sie bei den Schafen.“ Und damit drückte er los. Der Schmied fiel tot vom Baum und trieb auch das Tal hinunter.
Der Kaspar sagte: „Hirtenjörg, Hirtenjörg! Wir sind zusammen aufgewachsen und haben als Kinder alle Tag miteinander gespielt. Weißt du noch, wie wir uns ein Wasserrädchen schnitzten und es in unseren Mühlbach stellten? Da hast gar nicht genug hinsehen können, als sich das Rad so lustig im Kreise drehte. Hirtenjörg, wenn du mich auch umbringst, sollst du dein Leben lang keine ruhige Stunde mehr haben. Und bedenke, meine Mutter hat seit sieben Jahren jeden Morgen und Abend gebetet, dass ich noch einmal heimkomme und ihr die Augen zudrücke, heute ist sie fünfundsiebzig Jahre alt geworden und wartet auf mich.“ – „'s ist nicht wahr“, sagte der Schäfer, „deine Mutter ist alt und schwachsinnig geworden die letzten Jahre her und weiß gar nicht mehr, dass sie einen Sohn hat, und liegt schon lange in ihrem Bette.“ Dann schoß er auch den Müller vom Baum. Er hatte ihn aber nicht recht getroffen, und als er fortgeflößt wurde, schrie er immer noch: „Hirtenjörg, Hirtenjörg!“ Dieser aber meinte, er könne sich am Ende noch ans Land herausarbeiten und schlich ans Wasser hinunter, um ihm den Garaus zu machen. So kam er auch an die Mühle, und weil darinnen noch Licht war, schaute er durchs Fenster. – Da saß wirklich des Kaspars Mutter, die alte Müllersfrau, noch in ihrem Sessel und betete. Der Tisch war mit weißem Linnen gedeckt, und es standen zwei Teller darauf und eine Flasche Wein mit Gläsern. Da schrie's noch einmal weit unten vom Wasser her: „Hirtenjörg, Hirtenjörg!“, dass die alte Frau den Kopf hob und horchte; den Schäfer aber schüttelte es am ganzen Leib – denn gerade jetzt musste der Kaspar in den Main getrieben sein.
Was aber dieser gesagt hatte, traf ein. Der Schäfer hatte keine ruhige Stunde mehr. Wo er ging und stand, hörte er das Wasser rauschen und zwischendrein rufen: „Hirtenjörg, Hirtenjörg!“ Bald riefen's die drei Wandergesellen miteinander, bald der Kaspar allein, wie er gerade untergehen wollte, und bald die alte Frau, und weil er das nicht mehr länger aushalten konnte, stellte er sich dem Gericht und seine Frau auch, und sie bekannten alles, was sie getan hatten. Sie wurden dazu verurteilt, dass sie auf dem Dammsfelde lebendig von vier Pferden zerrissen werden sollten.
Das Weib starb reumütig. Der Schäfer blieb bis zuletzt verstockt und ohne Reue. Als er schon auf dem Richtplatz stand, fing er an zu lachen, und als man ihn fragte, warum?, da sagte er, drüben sähe er den Nussbaum stehen, von dem er die drei Handwerksburschen herabgeschossen hätte, und da falle ihm gerade ein, wie der Schneider im Wasser plätscherte und gurgelte. Das sei so lustig anzusehen gewesen, dass er jetzt noch darüber lachen müsse.
Als die Hinrichtung vom Hirtenjörg und seiner Frau vollzogen war, wurden ihre Leichen verbrannt, und die Asche wurde in den Main gestreut.